# USS Maine (SSBN-741)
Pour les autres navires du même nom, voir USS Maine.
L’USS Maine (SSBN-741) est un sous-marin nucléaire lanceur d’engins de la classe Ohio de l’United States Navy. Il est en service depuis 1995. Il s’agit du quatrième navire de l’US Navy à être nommé USS Maine en l'honneur de l'État du Maine mais seulement le troisième à être entré en service.

## Construction et mise en service
Le contrat de construction du Maine fut accordé à la division Electric Boat de General Dynamics à Groton, dans le Connecticut, le 5 octobre 1988. Sa quille fut posée le 3 juillet 1990. Il fut lancé le 16 juillet 1994 et placé dans le service actif le 29 juillet 1995 au Portsmouth Naval Shipyard, dans l'état du Maine.

## Carrière
Le Maine a pour port d'attache la base navale de Kitsap, sur la péninsule de Kitsap dans l'état de Washington. Il fut auparavant positionné à la base navale de Kings Bay, en Géorgie.

## Culture populaire
Dans le film Abyss de 1989, le sous-marin USS Montana portait comme numéro de quille celui du Maine bien que le film sortit en salle un an avant le début de sa construction. Le Maine joue également un rôle important dans le roman La Somme de toutes les peurs de Tom Clancy.